# کاکائو انترتینمنت
کاکائو اینترتینمنت (انگلیسی: Kakao Entertainment) شرکت سرگرمی کره‌ای است، که در سال ۲۰۲۱ تأسیس شد.